# Jan-Lennard Struff
Jan-Lennard Struff (* 25. dubna 1990 Warstein) je německý profesionální tenista. Ve své dosavadní kariéře na okruhu ATP Tour vyhrál jeden turnaj ve dvouhře, když triumfoval na BMW Open 2024, a čtyři deblové turnaje. Na challengerech ATP získal šest titulů ve dvouhře a sedm ve čtyřhře.
Na žebříčku ATP byl ve dvouhře nejvýše klasifikován v červnu 2023 na 21. místě a ve čtyřhře pak v říjnu 2018 na 21. místě. Trénuje ho Carsten Arriens.
V německém daviscupovém týmu debutoval v roce 2015 frankfurtským úvodním kolem Světové skupiny proti Francii, v němž prohrál pětisetovou bitvu s Gillesem Simonem a vyhrál nad Nicolasem Mahutem. Francouzi zvítězili 3:2 na zápasy. Do září 2024 v soutěži nastoupil k dvaceti mezistátním utkáním s bilancí 14–9 ve dvouhře a 4–0 ve čtyřhře.
Německo reprezentoval na Letních olympijských hrách 2016 v Riu de Janeiru. V prvním kole mužské dvouhry jej vyřadil Rus Jevgenij Donskoj.

## Tenisová kariéra
Debut v hlavní soutěži nejvyšší grandslamové kategorie zaznamenal v mužském singlu French Open 2013 po zvládnuté tříkolové kvalifikaci, v jejímž závěrečném kole přehrál Teimuraze Gabašviliho. V úvodním kole pařížské dvouhry však nenašel recept na Rusa Jevgenije Donského. Zároveň se jednalo o jeho první hlavní soutěž na okruhu ATP Tour, když předtím dvacetkrát nezvládl postoupit z kvalifikace do singlové soutěže.

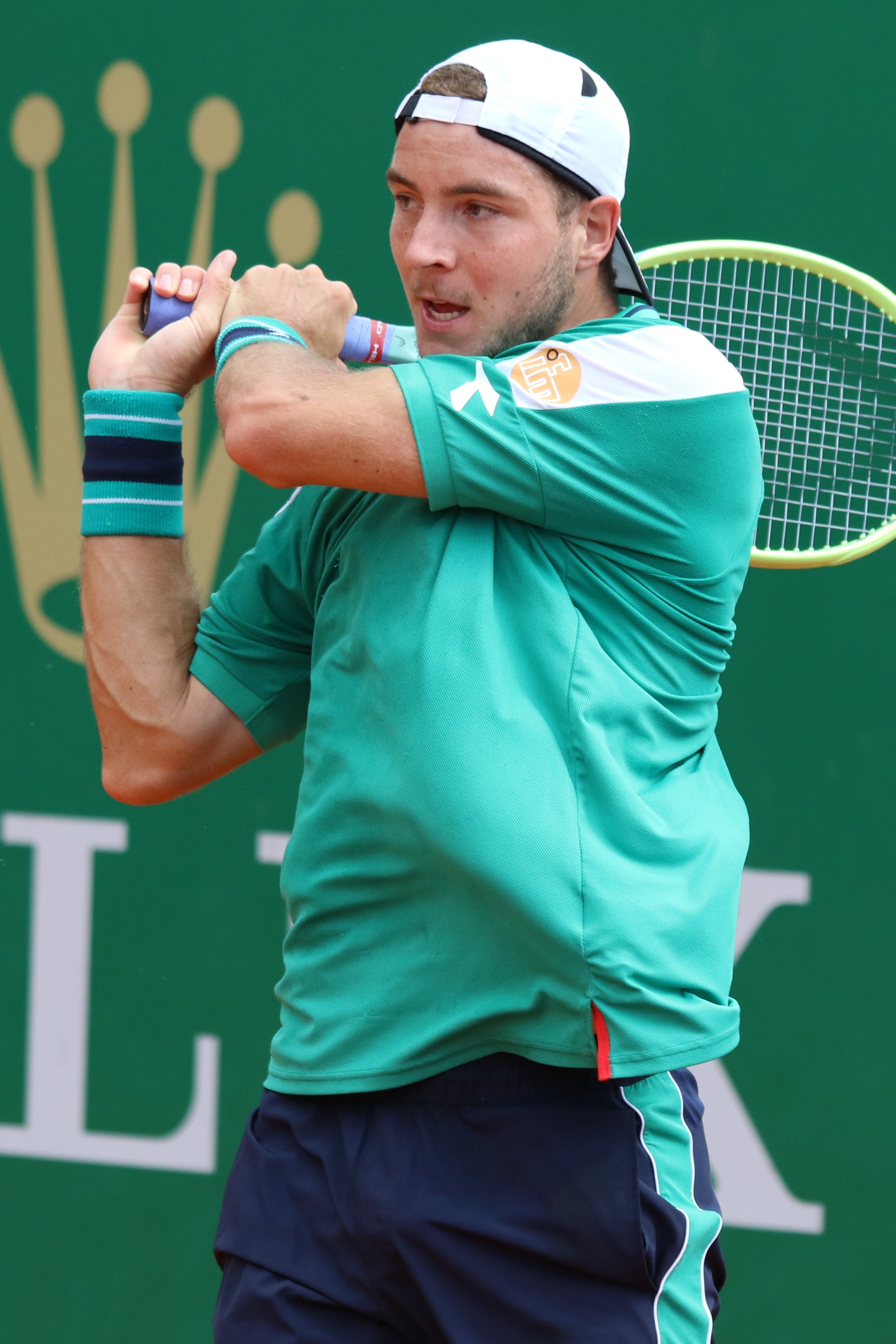
Na Monte-Carlo Masters 2023

Ve Wimbledonu 2018 se stal prvním tenistou otevřené éry, který dokázal otočit průběh úvodních dvou kol jakéhokoli turnaje ze stavu 0–2 na sety, když vyřadil Leonarda Mayera a Iva Karloviće. Světovou trojku premiérově zdolal na BNP Paribas Open 2019 v Indian Wells, kde na jeho raketě ve třetí fázi dohrál Alexander Zverev. Na French Open 2019 poprvé postoupil do grandslamového osmifinále dvouhry po pětisové výhře nad Bornou Ćorićem poměrem gamů 11–9 v rozhodující sadě. Bodový zisk z prvního čtvrtfinále v sérii Masters, cincinnatského Western & Southern Open 2020, jej posunul na nové kariérní maximum, 29. příčku žebříčku.
Na Mutua Madrid Open 2023 nejdřív prohrál finálový zápas kvalifikace proti Aslanu Karacevovi, aby se následně do hlavní soutěže dostal jako tzv. šťastný poražený. Mezi poslední osmičkou porazil pátého hráče světa Řeka Tsitsipase a v semifinále oplatil Karacevovi porážku z kvalifikačního kola, čímž se stal vůbec prvním šťastným poraženým, který postoupil do finále v sérii Masters. V něm ho zastavil druhý hráč světa Carlos Alcaraz ve třech setech. Po skončení se posunul na nové kariérní maximum, 28. místo žebříčku. Z kvalifikace do čtvrtfinále Mastersu prošel i na předcházejícím Monte-Carlo Rolex Masters 2023, kde jako stý hráč klasifikace zdolal světovou devatenáctku Alexe de Minaura i čtyřku Caspera Ruuda, než jej mezi poslední osmičkou hráčů vyřadil pozdější vítěz Andrej Rubljov. Ve finále travnatého BOSS Open 2023 ve Stuttgartu neproměnil proti Francesi Tiafoeovi mečbol v závěrečném tiebreaku třetí sady a duel prohrál. Po skončení mu premiérově patřila 21. příčka.
Na mnichovském BMW Open 2024 vylepšil finálovou účast z roku 2021 ziskem první singlové trofeje na túře ATP. Do závěrečného utkání prošel přes světovou čtyřiatřicítku Félix Augera-Aliassimeho a dvanáctku Holgera Runeho, jenž ovládl předchozí dva ročníky. V souboji o titul zdolal patnáctého muže klasifikace Taylora Fritze ze Spojených států ve dvou setch. V prvním z nich odvrátil tři setboly. Ve vzájemných duelech se ujal vedení 2–1. Ve 33 letech a 11 měsících se stal třetím nejstarším držitelem první singlové trofeje od založení okruhu ATP Tour v roce 1990. Po skončení se posunul na 24. příčku žebříčku, tři místa za kariérní maximum. „Double“ si však z BMW Open neodvezl poté, co s krajanem Andreasem Miesem prohráli finále mnichovské čtyřhry.

## Finále na okruhu ATP Tour
| Legenda                       |
| ----------------------------- |
| D – dvouhra; Č – čtyřhra      |
| Grand Slam (0)                |
| Turnaj mistrů (0)             |
| ATP Tour Masters 1000 (0–1 D) |
| ATP Tour 500 (2–2 Č)          |
| ATP Tour 250 (1–2 D; 2–1 Č)   |

### Dvouhra: 4 (1–3)
| Stav      | č. | datum           | turnaj             | povrch | soupeř ve finále    | výsledek                 |
| --------- | -- | --------------- | ------------------ | ------ | ------------------- | ------------------------ |
| Finalista | 1. | 2. května 2021  | Mnichov, Německo   | antuka | Nikoloz Basilašvili | 4–6, 6–7(5–7)            |
| Finalista | 2. | 7. května 2023  | Madrid, Španělsko  | antuka | Carlos Alcaraz      | 4–6, 6–3, 3–6            |
| Finalista | 3. | 18. června 2023 | Stuttgart, Německo | tráva  | Frances Tiafoe      | 6–4, 6–7(1–7), 6–7(8–10) |
| Vítěz     | 1. | 21. dubna 2024  | Mnichov, Německo   | antuka | Taylor Fritz        | 7–5, 6–3                 |

### Čtyřhra: 8 (4–4)
| Stav      | č. | datum          | turnaj                          | povrch    | spoluhráč         | soupeři ve finále                    | výsledek              |
| --------- | -- | -------------- | ------------------------------- | --------- | ----------------- | ------------------------------------ | --------------------- |
| Finalista | 1. | leden 2018     | Sydney, Austrálie               | tvrdý     | Viktor Troicki    | Łukasz Kubot Marcelo Melo            | 3–6, 4–6              |
| Vítěz     | 1. | říjen 2018     | Tokio, Japonsko                 | tvrdý (h) | Ben McLachlan     | Raven Klaasen Michael Venus          | 6–4, 7–5              |
| Vítěz     | 2. | leden 2019     | Auckland, Nový Zéland           | tvrdý     | Ben McLachlan     | Raven Klaasen Michael Venus          | 6–3, 6–4              |
| Finalista | 2. | březen 2019    | Dubaj, Spojené arabském emiráty | tvrdý     | Ben McLachlan     | Rajeev Ram Joe Salisbury             | 6–7(4–7), 3–6         |
| Vítěz     | 3. | září 2019      | Mety, Francie                   | tvrdý (h) | Robert Lindstedt  | Nicolas Mahut Édouard Roger-Vasselin | 2–6, 7–6(7–1), [10–4] |
| Finalista | 3. | únor 2020      | Rotterdam, Nizozemsko           | tvrdý (h) | Henri Kontinen    | Pierre-Hugues Herbert Nicolas Mahut  | 6–7(5–7), 6–4, [7–10] |
| Vítěz     | 4. | 2 března 2024  | Dubaj, Spojené arabském emiráty | tvrdý     | Tallon Griekspoor | Ivan Dodig Austin Krajicek           | 6–4, 4–6, [10–6]      |
| Finalista | 4. | 21. dubna 2024 | Mnichov, Německo                | antuka    | Andreas Mies      | Juki Bhambri Albano Olivetti         | 6–7(6–8), 6–7(5–7)    |

## Finále na challengerech ATP
| Legenda                     |
| --------------------------- |
| Challengery (6–14 D; 7–2 Č) |

### Dvouhra: 20 (6–14)
| Stav      | č.  | datum             | turnaj                          | povrch    | soupeř ve finále     | výsledek                |
| --------- | --- | ----------------- | ------------------------------- | --------- | -------------------- | ----------------------- |
| Finalista | 1.  | 5. červen 2011    | Fürth, Německo                  | antuka    | João Sousa           | 2–6, 6–0, 2–6           |
| Finalista | 2.  | 11. září 2011     | Alphen aan den Rijn, Nizozemsko | antuka    | Igor Sijsling        | 6–7(2–7), 3–6           |
| Finalista | 3.  | 30. září 2012     | Madrid, Španělsko               | antuka    | Daniel Gimeno-Traver | 4–6, 2–6                |
| Finalista | 4.  | 11. listopad 2012 | Loughborough, Velká Británie    | tvrdý     | Jevgenij Donskoj     | 2–6, 6–4, 1–6           |
| Finalista | 5.  | 27. leden 2013    | Heilbronn, Německo              | tvrdý     | Michael Berrer       | 5–7, 3–6                |
| Finalista | 6.  | 10. únor 2013     | Bergamo, Itálie                 | tvrdý     | Michał Przysiężny    | 6–4, 6–7(5–7), 6–7(5–7) |
| Finalista | 7.  | 3. listopad 2013  | Ženeva, Švýcarsko               | tvrdý     | Malek Džazírí        | 4–6, 3–6                |
| Finalista | 8.  | 16. únor 2014     | Bergamo, Itálie                 | tvrdý     | Simone Bolelli       | 6–7(6–8), 6–4           |
| Vítěz     | 1.  | 18. květen 2014   | Heilbronn, Německo              | antuka    | Márton Fucsovics     | 6–2, 7–6(7–5)           |
| Finalista | 9.  | 14. září 2014     | Štětín, Polsko                  | antuka    | Dustin Brown         | 4–6, 3–6                |
| Vítěz     | 2.  | 20. září 2015     | Štětín, Polsko                  | antuka    | Artem Smirnov        | 6–4, 6–3                |
| Vítěz     | 3.  | 4. říjen 2015     | Orléans, Francie                | tvrdý (i) | Jerzy Janowicz       | 5–7, 6–4, 6–3           |
| Finalista | 10. | 15. květen 2016   | Heilbronn, Německo              | antuka    | Nikoloz Basilašvili  | 4–6, 6–7(3–7)           |
| Finalista | 11. | 5. červen 2016    | Fürth, Německo                  | antuka    | Radu Albot           | 3–6, 4–6                |
| Vítěz     | 4.  | 11. září 2016     | Alphen aan den Rijn, Nizozemsko | antuka    | Robin Haase          | 6–4, 6–1                |
| Vítěz     | 5.  | 9. říjen 2016     | Mons, Belgie                    | tvrdý     | Vincent Millot       | 6–2, 6–0                |
| Finalista | 12. | 14. leden 2017    | Canberra, Austrálie             | tvrdý     | Dudi Sela            | 6–3, 4–6, 3–6           |
| Finalista | 13. | srpen 2018        | Pullach, Německo                | antuka    | Pedro Sousa          | 1–6, 3–6                |
| Vítěz     | 6.  | červenec 2022     | Braunschweig, Německo           | antuka    | Maximilian Marterer  | 6–2, 6–2                |
| Finalista | 14. | listopad 2022     | Bergamo, Itálie                 | tvrdý (h) | Otto Virtanen        | 2–6, 5–7                |

### Čtyřhra: 9 (7–2)
| Stav      | č. | datum          | turnaj                          | povrch    | spoluhráč         | soupeři ve finále                 | výsledek                |
| --------- | -- | -------------- | ------------------------------- | --------- | ----------------- | --------------------------------- | ----------------------- |
| Finalista | 1. | listopad 2013  | Bratislava, Slovensko           | tvrdý (h) | Gero Kretschmer   | Henri Kontinen Andreas Siljeström | 6–7(6–8), 2–6           |
| Vítěz     | 1. | 14. září 2014  | Štětín, Polsko                  | antuka    | Dustin Brown      | Tomasz Bednarek Igor Zelenay      | 6–2, 6–4                |
| Vítěz     | 2. | 13. září 2015  | Alphen aan den Rijn, Nizozemsko | antuka    | Tobias Kamke      | Victor Hănescu Adrian Ungur       | 7–6(7–1), 4–6, [10–7]   |
| Vítěz     | 3. | 11. září 2016  | Alphen aan den Rijn, Nizozemsko | antuka    | Daniel Masur      | Robin Haase Boy Westerhof         | 6–4, 6–1                |
| Vítěz     | 4. | 13. leden 2017 | Canberra, Austrálie             | tvrdý     | Andre Begemann    | Carlos Berlocq Andrés Molteni     | 6–3, 6–4                |
| Vítěz     | 5. | září 2017      | Janov, Itálie                   | antuka    | Tim Pütz          | Guido Andreozzi Ariel Behar       | 7–6(7–5), 7–6(10–8)     |
| Finalista | 2. | březen 2022    | Phoenix, Spojené státy          | tvrdý     | Oscar Otte        | Treat Conrad Huey Denis Kudla     | 6–7(10–12), 6–3, [6–10] |
| Vítěz     | 6. | červenec 2022  | Braunschweig, Německo           | antuka    | Marcelo Demoliner | Roman Jebavý Adam Pavlásek        | 6–4, 7–5                |
| Vítěz     | 7. | listopad 2022  | Bergamo, Itálie                 | tvrdý (h) | Henri Squire      | Jonathan Eysseric Albano Olivetti | 6–4, 6–7(5–7), [10–7]   |